# イラガ
イラガ（刺蛾、Monema flavescens）は、チョウ目イラガ科に属する昆虫およびその総称である。「蜂熊」「オキクサン」「シバムシ」「キントキ」「デンキムシ」「ヤツガシラ」「オコゼ」「イタイイタイムシ」とも称され、そのほかに数十の地方名がある。
イラガの天敵はカマキリやヤドリバエ、アシナガバチなどである。他の天敵にイラガの繭に寄生する外来種のハチ・イラガイツツバセイボウがいる。

## 生態

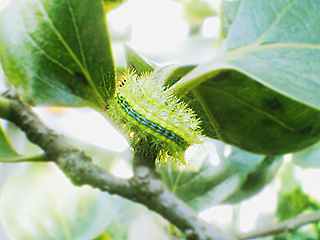
柿の葉に生息するアオイラガの幼虫。体長は20mm程度。

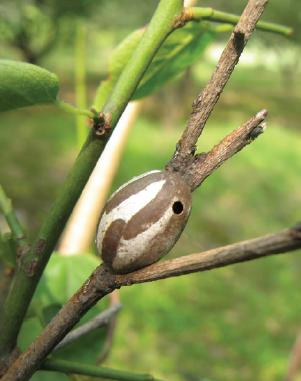
イラガの繭。ウズラの卵のような独特の茶色い線が入る。小さな穴は寄生虫によるものか。

幼虫
通常は7月から8月頃、多い年は10月頃に再び見られる。体長は25mm。脚が短くずんぐりした体に多くの棘を持ち、触れるとハチに刺されたような鋭い痛みを生じる。さまざまな樹種で繁殖し、落葉広葉樹の葉裏に集団で生息していることが多い。
繭
終齢幼虫（前蛹）で越冬し、そのための繭を作る。独特の茶色い線が入った白く固い卵状の殻でカルシウムを多く含み、日本の昆虫がつくる繭の中で最も固いとみられる（カルシウムは白さの要素で、固さはタンパク質の層構造による）。春先に中で蛹化し、6月に羽化する。羽化時には繭の上端が蓋のように開き（小さな穴は寄生バチの脱出口）、地方によってはスズメノショウベンタゴ（担桶）とも呼ばれる。釣り餌（特にタナゴ釣り用）として用いられる際には、玉虫（たまむし）と称される。
成虫
無毒。明かりに飛来する。口吻が退化しているため、成体は何も食べない。

## 形態
幼虫
幼虫は別名を「イラムシ」とも称され、ライムのような鮮やかな緑色や薄茶色、概観はウミウシのような形状をしている。
成虫
羽化した後の成虫の開張は30mm程度。翅に黄色と橙色の特徴的な模様を呈する。口吻が退化しているため、成体は何も食べない。

## 虫刺被害と駆除
- 日本には17種類のイラガ類（イラガ、ヒロヘリアオイラガ[4]、ヒメクロイラガ、ナシイラガなど）が生息しており、それらの幼虫（ケムシ）は全て有毒である。イラガの虫卵は、葉の裏側に20〜30個が一度に産卵されており、これが一斉に孵化し毒針を持った幼虫は群れになって行動する[5]。虫卵の殻にも毒針が付着している場合があり、種類によっては繭にも毒毛を付けているものがある。イラガが発生した場合、素手や半袖で対処するのは危険である[6]。
- 幼虫の体表面に生えている毒針が刺さることにより毒液が注入され、激しい痛みを生じる[7]。例え死骸であっても毒針が刺さると激しい痛みを引き起こす[8]。
- 刺された瞬間に激しい痛み刺激があり、発赤・腫れを伴う皮膚炎を生じ[9]、場合によっては皮膚に水疱状の炎症を起こす。鋭い痛みが1時間以上、かゆみは1週間程度も続くことがある。症状が酷い場合や目に入った場合には、速やかに医療機関を受診する必要がある。刺された場合にはすぐに流水で毒液と棘を洗い流し、棘が残っていれば粘着テープなどで除去する（患者はかなりの痛みを感じているので、配慮が必要）。その後、市販の抗ヒスタミン剤軟膏やステロイド外用薬を患部に塗布する。アンモニア水は無効。
- 正確な毒成分は解明されていないが、分析により微量のヒスタミンや様々なペプチドが検出されている[10]。

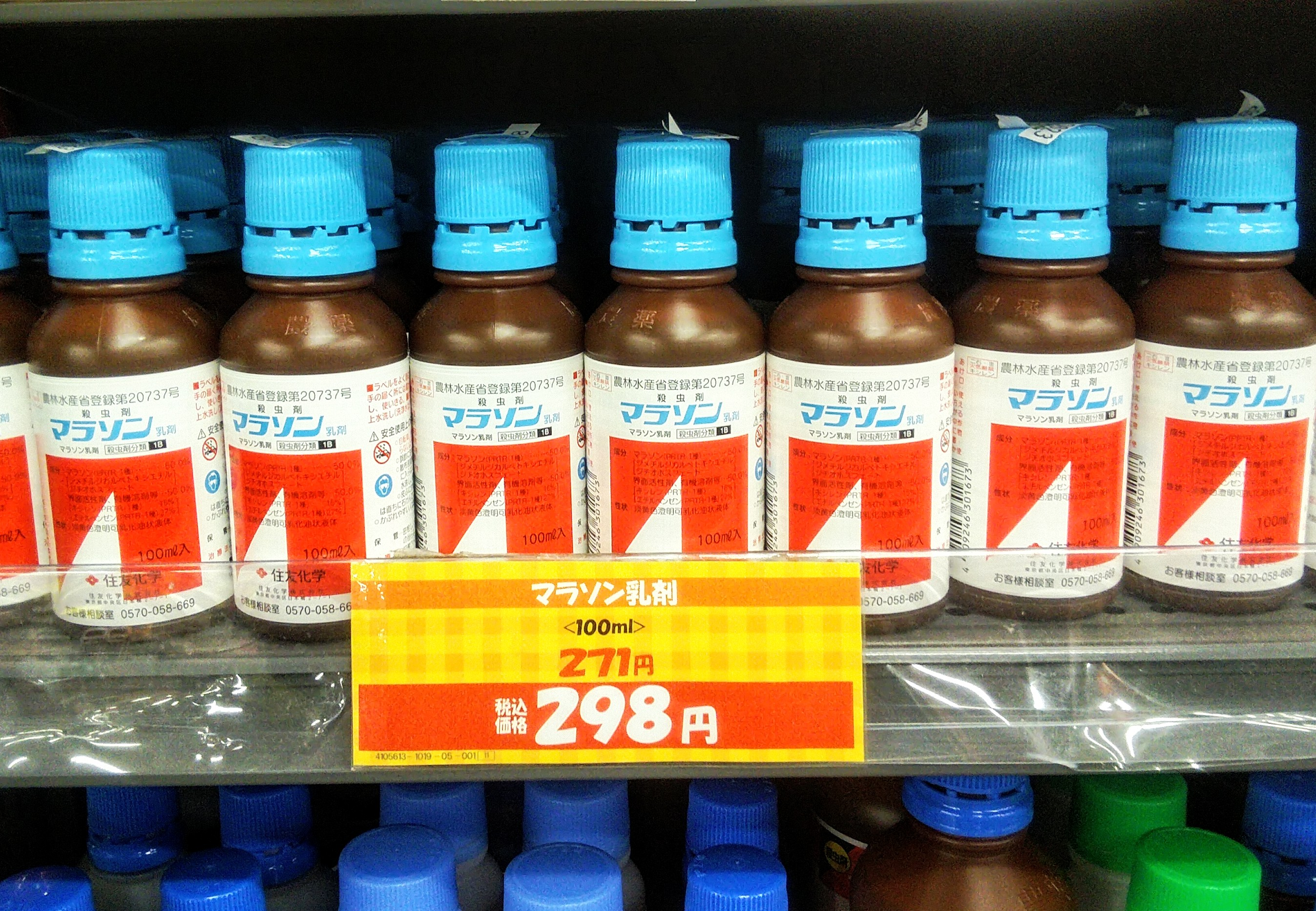
家庭園芸用の100ml入り マラソン乳剤

- 5月中旬〜8月下旬にかけて発生するため、なるべく早い時期に駆除を行う[11]。駆除にはアセフェート（商品名 オルトラン液剤）、フェニトロチオン（商品名 スミチオン）、マラチオン（商品名 マラソン乳剤）、ピリミホスメチル（商品名 アクテリック乳剤）、ペルメトリン（商品名 アディオン乳剤）などの殺虫剤を、使用方法[12]に従い規定の濃度に希釈し、7日間隔で数回、加圧噴霧器[13]により発生場所周辺に散布する[14]。
- サクラや梅、柿や梨、リンゴなどの果樹のほか、椿やサザンカ、柳、楓やケヤキなど街路樹や公園でも大発生し、通行人や遊んでいる子供たちに被害を及ぼす危険な害虫であるため、自治体も定期的に薬剤散布や剪定などにより駆除している[15] [16]。

## 近縁種
仲間として、ナシイラガ、アオイラガ、アカイラガ、ヒメクロイラガなどがある。
食樹の樹幹についている繭はヒロヘリアオイラガのものであることが多い。なお、ヒロヘリアオイラガに限っては繭にも毒がある。